# Yahahi
Yahahi (Jahahi; Yahihi; Yahahí), danas nestalo indijansko pleme iz porodice Muran koje je živjelo u brazilskoj državi Amazonas. Barboza Rodrigues (1892) naziva ih Jahaahens i kaže da su dio veće populacije Múra, te da žive na rijeci Solimões. Prema Indijancima Tóra i Matanawí s donjeg toka Marmellosa, Yahahi su živjeli na rijeci Branco, desnoj pritoci gornjeg Marmellosa.
Posljednji preživjeli Yahahi priključili su se Pirahama i izgubil svoj identitet.
Jezik ili dijalekt pripadao je porodici Muran